# Carla Rebecchi
Carla Rebecchi (Buenos Aires, 7 de septiembre de 1984) es una jugadora argentina de hockey sobre césped. Actualmente juega en el Royal Antwerp Hockey Club en Amberes, Bélgica. Es una jugadora que posee una gran capacidad de dribbling, habilidad y efectividad en las arrastradas de córner corto.

## Carrera deportiva
En su niñez, asistió al Colegio La Salle Florida, en el cual comenzaron sus logros en el hockey. 
Su primer club fue el Club Atlético Banco de la Provincia de Buenos Aires para luego cambiarse al Club Ciudad de Buenos Aires.
Tuvo una destacada actuación en las finales que disputó en 2010 con la Selección nacional, marcando un gol frente a Holanda en la final del Champions Trophy que terminó con la victoria de su equipo por 4-2 y anotando dos goles frente al mismo conjunto europeo en la final de la Campeonato Mundial de 2010 en Rosario, partido en el que volvieron a triunfar por 3 a 1.
En febrero de 2017 anunció su retiro de la Selección. En septiembre de 2018, un año y medio después de su retiro, regresó al equipo nacional.
En diciembre de 2020, Carla se retiró de forma definitiva de la Selección nacional por cuestiones personales.

### Participaciones en Juegos Olímpicos
| Año                   | Sede        | Resultado         | Partidos | Goles |
| --------------------- | ----------- | ----------------- | -------- | ----- |
| Juegos Olímpicos 2008 | China       | Medalla de bronce | 7        | 4     |
| Juegos Olímpicos 2012 | Reino Unido | Medalla de plata  | 7        | 4     |
| Juegos Olímpicos 2016 | Brasil      | Cuartos de final  | 6        | 2     |

### Participaciones en Campeonatos Mundiales
| Mundial              | Sede         | Resultado    | Partidos | Goles |
| -------------------- | ------------ | ------------ | -------- | ----- |
| Copa Mundial de 2006 | España       | Tercer lugar | 7        | 1     |
| Copa Mundial de 2010 | Argentina    | Campeón      | 7        | 5     |
| Copa Mundial de 2014 | Países Bajos | Tercer lugar | 4        | 3     |

### Participaciones en Champions Trophy

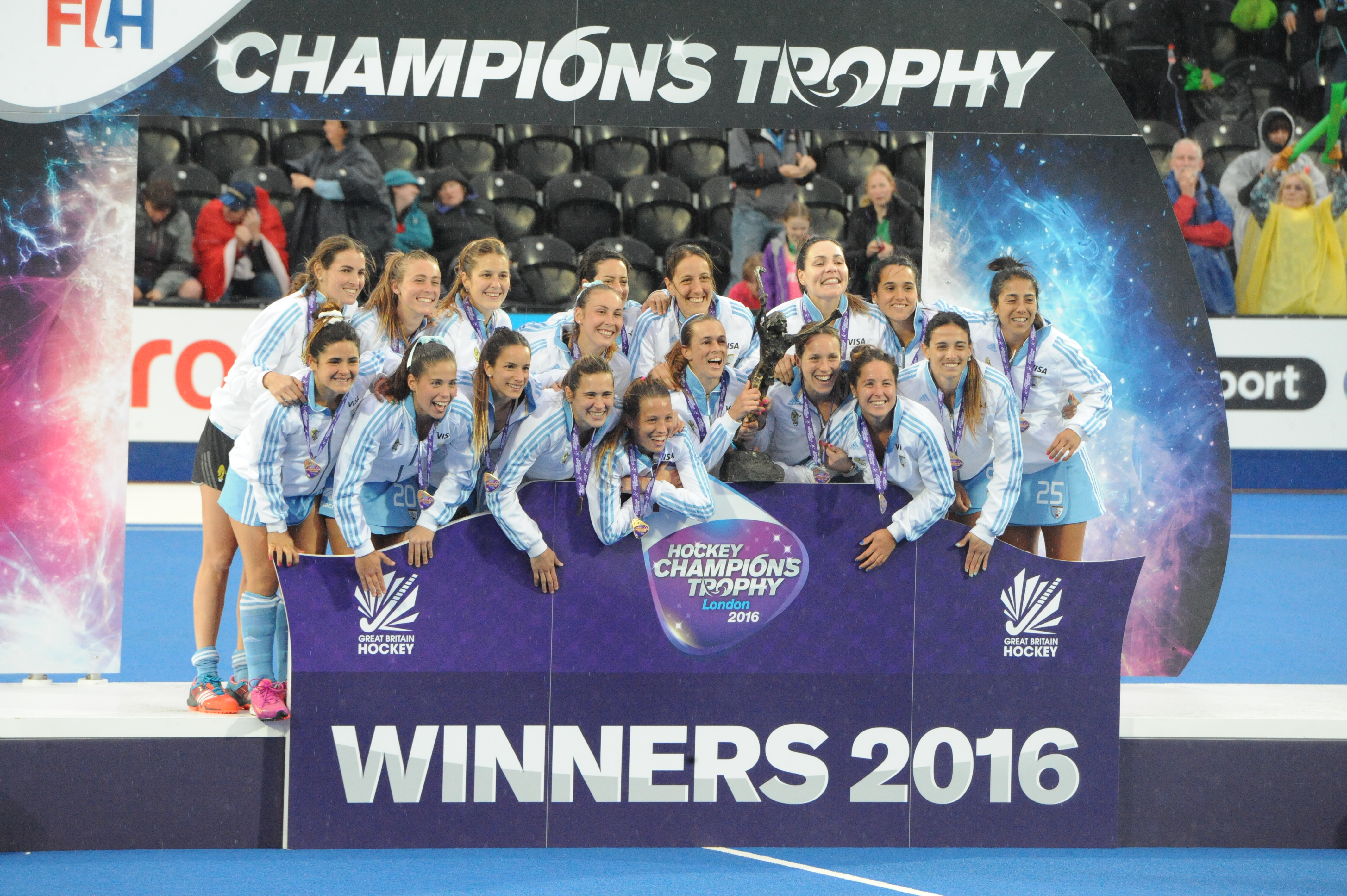
Festejos de Las Leonas en la obtención del Champions Trophy 2016.

| Año                   | Sede         | Resultado    | Partidos | Goles |
| --------------------- | ------------ | ------------ | -------- | ----- |
| Champions Trophy 2004 | Argentina    | Tercer lugar | 1        | 0     |
| Champions Trophy 2006 | Países Bajos | Semifinal    | 5        | 0     |
| Champions Trophy 2007 | Argentina    | Subcampeón   | 6        | 2     |
| Champions Trophy 2008 | Alemania     | Campeón      | 6        | 2     |
| Champions Trophy 2009 | Australia    | Campeón      | 6        | 1     |
| Champions Trophy 2010 | Inglaterra   | Campeón      | 6        | 2     |
| Champions Trophy 2011 | Países Bajos | Subcampeón   | 5        | 1     |
| Champions Trophy 2012 | Argentina    | Campeón      | 6        | 1     |
| Champions Trophy 2014 | Argentina    | Campeón      | 6        | 5     |
| Champions Trophy 2016 | Argentina    | Campeón      | 6        | 7     |

## Logros con la Selección nacional
- 2003 - Medalla de oro en el Campeonato Sudamericano (Santiago, Chile)
- 2004 - Medalla de bronce en el Champions Trophy (Rosario, Argentina)
- 2005 - Medalla de oro en el Panamericano Júnior (San Juan, Puerto Rico)
- 2006 - Medalla de bronce en el Campeonato Mundial (Madrid, España)
- 2006 - Medalla de oro en los Juegos Odesur (Buenos Aires, Argentina)
- 2007 - Medalla de plata en el Champions Trophy (Quilmes, Argentina)
- 2007 - Medalla de oro en los Juegos Panamericanos (Río de Janeiro, Brasil)
- 2008 - Medalla de oro en el Champions Trophy (Mönchengladbach, Alemania)
- 2008 - Medalla de bronce en los Juegos Olímpicos (Pekín, China)
- 2009 - Medalla de oro en la Copa Panamericana  (Hamilton, Bermudas)
- 2009 - Medalla de oro en el Champions Trophy (Sídney, Australia)
- 2010 - Medalla de oro en el Champions Trophy (Nottingham, Inglaterra)
- 2010 - Medalla de oro en el Campeonato Mundial (Rosario, Argentina)
- 2011 - Medalla de plata en el Champions Trophy (Ámsterdam, Países Bajos)
- 2011 - Medalla de plata en los Juegos Panamericanos (Guadalajara, México)
- 2012 - Medalla de oro en el Champions Trophy (Rosario, Argentina)
- 2012 - Medalla de plata en los Juegos Olímpicos (Londres, Inglaterra)
- 2013 - Medalla de oro en la Copa Panamericana  (Mendoza, Argentina)
- 2014 - Medalla de bronce en el Campeonato Mundial (La Haya, Países Bajos)
- 2014 - Medalla de oro en el Champions Trophy (Mendoza, Argentina)
- 2015 - Medalla de oro en la Liga Mundial (Rosario, Argentina)
- 2016 - Medalla de oro en el Champions Trophy (Londres, Inglaterra)
- 2019 - Medalla de oro en los Juegos Panamericanos (Lima, Perú)

## Premios y reconocimientos
- 2006 - Mejor Jugadora Sub-25 en el mundial de España
- 2008 - Integrante del Equipo de las Estrellas de la Federación Internacional de Hockey
- 2009 - Mejor Jugadora de la Copa Panamericana de Hamilton, Bermudas
- 2010 - Goleadora de la Copa de la Reina (Club de Campo Villa de Madrid)
- 2010 - Integrante del Equipo de las Estrellas de la Federación Internacional de Hockey
- 2011 - Trofeo Eduardo Dualde a la mejor jugadora de la Copa de la Reina
- 2011 - Goleadora de la Copa de la Reina
- 2011 - Integrante del Equipo de las Estrellas de la Federación Internacional de Hockey
- 2013 - Goleadora de la Copa Panamericana de Mendoza, Argentina
- 2014 - Goleadora del Champions Trophy 2014 de Mendoza, Argentina.
- 2015 - Goleadora de la Liga Mundial de Valencia, España
- 2016 - Goleadora del Champions Trophy 2016 de Londres, Inglaterra
- 2020 - Premio Konex -Diploma al Mérito-